# Philisterburg
Philisterburg ist eine Erzählung des französischen Autors Jacques Decour. Erschienen ist die Erzählung in Frankreich im Jahr 1932.
Decour beschreibt darin seine Erfahrungen unter seinem bürgerlichen Namen Daniel Decourdemanche als Austauschlehrer („assistant de français“) am Domgymnasium in Magdeburg.

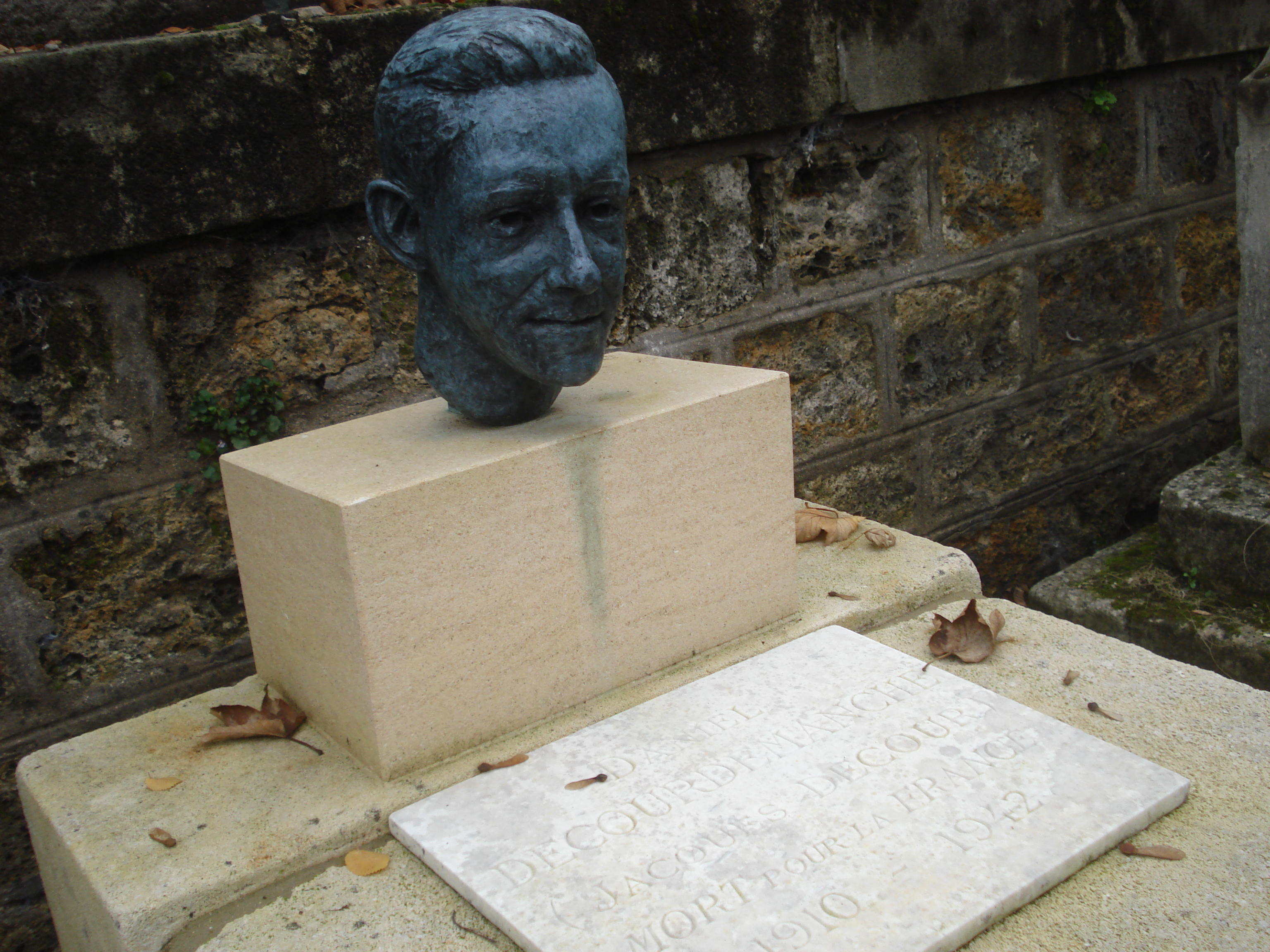
Grab Decours auf dem Cimetière Montmartre

Nach der Ermordung des Widerstandskämpfers Daniel Decourdemanche im Jahr 1942 erschien in Frankreich eine zweite Auflage kurz nach Ende des Zweiten Weltkriegs. Louis Aragon charakterisierte sie 1945 so:

„Entschlossen, alles, was ihm begegnet, ganz sachlich zu beobachten, meidet er die Vorurteile, die sich gewöhnlich in die Betrachtung des deutschen Lebens mischen. Er hütet sich davor, wie ein Tourist auf seinem Weg immer bloß das vorfinden zu wollen, was er sich vor der Abreise vorgestellt hat.“

Eine deutsche Übersetzung wurde im Jahr 2014 veröffentlicht.

## Ausgaben
- Jacques Decour: Philisterburg. Gallimard, Paris 1932.
- Jacques Decour: Philisterburg. Gallimard, Paris 1945.
  - Jacques Decour: Philisterburg. Aus dem Französischen übersetzt und mit einem Vorwort von Stefan Ripplinger. AB – Die Andere Bibliothek, Berlin 2014, ISBN 978-3-8477-3005-7.